# 具質量粒子
具質量粒子（massive particle）是指其靜止質量為非零实数的粒子。依照狭义相对论，這些粒子的速度都會比光速要慢，像質子、中子、電子都是具質量粒子。基本粒子中的夸克都是具質量粒子，玻色子中的W玻色子、Z玻色子和希格斯玻色子也是具質量粒子。
同義詞慢子（bradyon，或稱為tardyon
或ittyon）。
有時會用具質量粒子來和無質量粒子（其速度為光速）及假想的快子（其速度為超光速）對比。

## 暗物質
具質量粒子的分類中。包括了假想存在的大质量弱相互作用粒子及穩定具質量粒子，目前假想暗物质是由這些粒子所組成
。